# Soundwave festival
Soundwave és un festival de música que se celebra anualment en la majoria de ciutats d'Austràlia. El festival, com a origen de Perth, Western Australia va començar a girar per les diferents capitals de país a partir del 2007. Hi ha hagut un augment del nombre de grups musicals de l'escena internacional, de diferents gèneres però sobretot de metal, hardcore, punk rock, acoustic rock, pop punk i alternative rock.

## 2007

### Ubicacions
El festival del 2007 va ser celebrat en tres ciutats d'Austràlia:
- Riverstage, Brisbane, 24 de febrer de 2007
- Sydney Park, Sydney, 25 de febrer de 2007
- Claremont Showgrounds & Robinson Pavilion, Perth, 3 de març de 2007

### Grups
Plantilla:Colbegin
- Deftones
- +44
- Thrice
- MxPx
- Unwritten Law
- Suicidal Tendencies
- Hatebreed
- Juliette and the Licks
- The Bronx
- Eighteen Visions
- Parkway Drive
- Something with Numbers
- As Tall as Lions
- Flyleaf
- Terror
- Behind Crimson Eyes
- Houston Calls
- Trial Kennedy
- Forgive Durden
- Hit the Lights
- Drive By

Plantilla:Colend

## 2008

### Ubicacions
El festival del 2008 va ser celebrat en cinc ciutats d'Austràlia:
- Riverstage and Parklands, Brisbane, 23 de febrer de 2008
- Sydney Park, Sydney, 24 de febrer de 2008
- Melbourne Showgrounds, Melbourne, 29 de febrer de 2008
- Bonython Park, Adelaida, 1 de març de 2008
- Steel Blue Oval, Perth, 3 de març de 2008

### Grups
Plantilla:Colbegin
- The Offspring
- Incubus
- Killswitch Engage
- Alexisonfire
- Thursday
- Infectious Grooves
- Plain White T's
- Motion City Soundtrack
- Sugarcult
- Saosin
- Mindless Self Indulgence
- As I Lay Dying
- From Autumn to Ashes
- The Starting Line
- The Fall of Troy
- Shadows Fall
- Boys Like Girls
- Bleeding Through
- Halifax
- Scary Kids Scaring Kids
- Mewithoutyou
- The Audition
- The Matches
- The Receiving End of Sirens
- Haste the Day
- All Time Low
- Mae
- Still Remains
- As Tall as Lions
- City and Colour
- Cartel
- Madina Lake
- Kevin Devine
- Socratic
- Envy on the Coast
- The Dear Hunter
- My American Heart
- Divine Heresy
- Jim Ward (Sparta)
- Carpathian

Plantilla:Colend

## 2009

### Ubicacions
El festival del 2009 va ser celebrat en cinc ciutats d'Austràlia:
- The RNA Showgrounds, Brisbane, 21 de febrer de 2009
- Eastern Creek Raceway, Sydney, 22 de febrer de 2009
- Melbourne Showgrounds, Melbourne, 27 de febrer de 2009
- Bonython Park, Adelaida, 28 de febrer de 2009
- Steel Blue Oval, Perth, 2 de març de 2009

### Grups
Plantilla:Colbegin
- Nine Inch Nails
- Alice in Chains
- Bloodhound Gang
- The Dillinger Escape Plan
- Rival Schools
- Lamb of God
- Finch
- Alkaline Trio
- Billy Talent
- The Red Jumpsuit Apparatus
- Face to Face
- In Flames
- Anberlin
- The Subways
- Every Time I Die
- DevilDriver
- Funeral for a Friend
- Less Than Jake
- Madina Lake
- New Found Glory
- From First to Last
- Bedouin Soundclash
- Hellogoodbye
- Poison the Well
- Goldfinger
- Say Anything
- Unearth
- Bayside
- Chiodos
- Silverstein
- Saves the Day
- Lacuna Coil
- 36 Crazyfists
- Straylight Run
- Evergreen Terrace
- Minus the Bear
- Moneen
- Ace Enders (The Early November)
- I Am the Avalanche
- Jaguar Love
- Emery
- Houston Calls
- The Audition
- Attack in Black
- InnerPartySystem
- Valencia
- Alesana
- The Riverboat Gamblers
- Horse the band
- Maylene and the Sons of Disaster
- Underoath
- Forever the Sickest Kids
- All that Remains
- Jack's Mannequin
- Mike Herrera
- Two Tongues
- International Superheroes of Hardcore

Plantilla:Colend

## Àlbums recopilatoris
L'edició oficial en CD dels artistes que van tocar en el festival és publicat per Shock Records.
- Soundwave 2008 (2008)
- Soundwave 2009 (2008)